# 博尔瓦伊特
博尔瓦伊特，是西班牙巴伦西亚自治区巴伦西亚省的一个市镇。总面积40平方公里，总人口1447人（2001年），人口密度36人/平方公里。